# 亀城駅
亀城駅（クソンえき、朝鮮語: 구성역）は、朝鮮民主主義人民共和国平安北道亀城市にある駅であり、平北線および青年八院線に属する。 

## 歴史
- 1939年9月27日：平北亀城駅として開業[1]。
- 日時不明：亀城駅に改称。

## 隣の駅
平北線
方峴駅 - 亀城駅 - 白雲駅
青年八院線
東山駅 - 亀城駅